# Wilde Weelde
Wilde Weelde is een vereniging van Nederlandse tuinbedrijven die vanuit een ecologische visie milieubewust werken. Onder de leden zijn hoveniers, kwekers, ontwerpers, boomverzorgers en leveranciers van tuinmaterialen.

## Geschiedenis
In 1993 nam Stichting Oase, waarin natuurtuinen en -parken zijn verenigd, een initiatief tot het promoten van kennis over natuurlijk en ecologisch tuinieren in Nederland. Dit leidde tot de oprichting van de vakgroep Wilde Weelde. Toen de groep in 1999 een formele vereniging werd, waren er vijftig leden, in 2023 waren er meer dan driehonderd zelfstandige ondernemers aangesloten. Hieronder zijn veel een- en tweemanszaken, sommige bedrijven hebben een tot vijf medewerkers, een aantal is groter.
Op de Floriade 2012 werd een tuin met de naam Wilde Weelde Wereld bekroond met goud in de categorie Garden and Landscape design. Naar aanleiding hiervan kreeg Wilde Weelde gelegenheid in de Tuinen van Appeltern een modeltuin aan te leggen. Sinds 2013 onderhoudt de groep hier een tuin van 5000 m² onder de naam Wilde Weelde Wereld.